# Ken Dryden
Pour les articles homonymes, voir Dryden.
 (mai 2017).
Temple de la renommée : 1983
Kenneth Wayne Dryden (né le 8 août 1947 à Hamilton, dans la province de l'Ontario au Canada), est gardien de but de hockey, membre du Temple de la renommée du hockey, devenu avocat, auteur et député du Parti libéral du Canada. 
Il est, de 2004 à 2011, député de la circonscription fédérale de York-Centre, dans la région de Toronto. Il a été ministre du Développement social dans le cabinet de Paul Martin en 2004 et 2005.

## Carrière de hockeyeur
Pour Ken Dryden et son frère aîné, Dave, tout débute dans la cour du domicile familial, où les enfants du quartier se réunissent pour jouer au hockey. Ken choisit la position de gardien de but, à l'instar de son frère. Dave Dryden, bien qu'ayant connu une carrière beaucoup moins notoire, a joué dans la LNH et l'AMH.
Ken Dryden est sélectionné par les Bruins de Boston à la 14e position du repêchage amateur de la LNH 1964. Il est échangé aux Canadiens de Montréal en 1966. En 1971, après avoir joué seulement 6 parties en saison régulière, il remporte la Coupe Stanley et se voit décerner le trophée Conn-Smythe du meilleur joueur des séries éliminatoires. Il est le seul joueur dans l'histoire de la LNH à obtenir cet honneur avant de recevoir le trophée Calder en tant que recrue par excellence de l'année 1972.
Dryden prend part aux six conquêtes de la Coupe Stanley de Montréal dans les années 1970. Durant sa carrière, le trophée Vézina, remis au meilleur gardien de but, lui est remis à cinq reprises en huit saisons.
Il est intronisé au Temple de la renommée du hockey en 1983. Le 29 janvier 2007, les Canadiens de Montréal retirent son chandail numéro 29 lors d'une cérémonie au Centre Bell.

### Statistiques
| Saison    | Équipe                | Ligue |    | Saison régulière | Saison régulière | Saison régulière | Saison régulière | Saison régulière | Saison régulière | Saison régulière | Saison régulière | Saison régulière | Saison régulière |    | Séries éliminatoires | Séries éliminatoires | Séries éliminatoires | Séries éliminatoires | Séries éliminatoires | Séries éliminatoires | Séries éliminatoires | Séries éliminatoires | Séries éliminatoires |
| Saison    | Équipe                | Ligue | PJ | V                | D                | Pr/N             | Min              | BC               | Moy              | % Arr            | Bl               | Pun              | PJ               | V  | D                    | Min                  | BC                   | Moy                  | % Arr                | Bl                   | Pun                  |                      |                      |
| 1966-1967 | Université Cornell    | ECAC  | 27 | 26               | 0                | 1                |                  |                  | 1,46             |                  | 4                |                  |                  |    |                      |                      |                      |                      |                      |                      |                      |                      |                      |
| 1967-1968 | Université Cornell    | ECAC  | 29 | 25               | 2                | 0                |                  |                  | 1,52             |                  | 6                |                  |                  |    |                      |                      |                      |                      |                      |                      |                      |                      |                      |
| 1968-1969 | Université Cornell    | ECAC  | 27 | 25               | 2                | 0                |                  |                  | 1,79             |                  | 3                |                  |                  |    |                      |                      |                      |                      |                      |                      |                      |                      |                      |
| 1970-1971 | Canadiens de Montréal | LNH   | 6  | 6                | 0                | 0                | 327              | 9                | 1,65             | 95,7             | 0                | 0                | 20               | 12 | 8                    |                      |                      | 3                    |                      | 0                    |                      |                      |                      |
| 1970-1971 | Voyageurs de Montréal | LAH   | 33 |                  |                  |                  | 1 899            | 84               | 2,68             |                  | 3                | 2                |                  |    |                      |                      |                      |                      |                      |                      |                      |                      |                      |
| 1971-1972 | Canadiens de Montréal | LNH   | 64 | 39               | 8                | 15               | 3 800            | 142              | 2,24             |                  | 8                | 4                | 6                | 2  | 4                    |                      |                      | 2,83                 |                      | 0                    |                      |                      |                      |
| 1972-1973 | Canadiens de Montréal | LNH   | 54 | 33               | 7                | 13               | 3 165            | 119              | 2,26             |                  | 6                | 2                | 17               | 12 | 5                    |                      |                      | 2,89                 |                      | 1                    |                      |                      |                      |
| 1974-1975 | Canadiens de Montréal | LNH   | 56 | 30               | 9                | 16               | 3 320            | 149              | 2,69             | 90,6             | 4                | 2                | 11               | 6  | 5                    |                      |                      | 2,53                 |                      | 2                    |                      |                      |                      |
| 1975-1976 | Canadiens de Montréal | LNH   | 62 | 42               | 10               | 8                | 3 580            | 121              | 2,03             | 92,7             | 8                | 0                | 13               | 12 | 1                    |                      |                      | 1,92                 |                      | 1                    |                      |                      |                      |
| 1976-1977 | Canadiens de Montréal | LNH   | 56 | 41               | 6                | 8                | 3 275            | 117              | 2,14             |                  | 10               | 0                | 14               | 12 | 2                    |                      |                      | 1,55                 |                      | 4                    |                      |                      |                      |
| 1977-1978 | Canadiens de Montréal | LNH   | 52 | 37               | 7                | 7                | 3 071            | 105              | 2,05             |                  | 5                | 0                | 15               | 12 | 3                    |                      |                      | 1,89                 |                      | 2                    |                      |                      |                      |
| 1978-1979 | Canadiens de Montréal | LNH   | 47 | 30               | 10               | 7                | 2 814            | 108              | 2,3              |                  | 5                | 4                | 16               | 12 | 4                    |                      |                      | 2,48                 |                      | 0                    |                      |                      |                      |

### Transaction
- En juin 1964, ses droits sont cédés aux Canadiens de Montréal par les Bruins de Boston avec Alex Campbell en retour de Guy Allen et Paul Reid.

### Honneurs et trophées

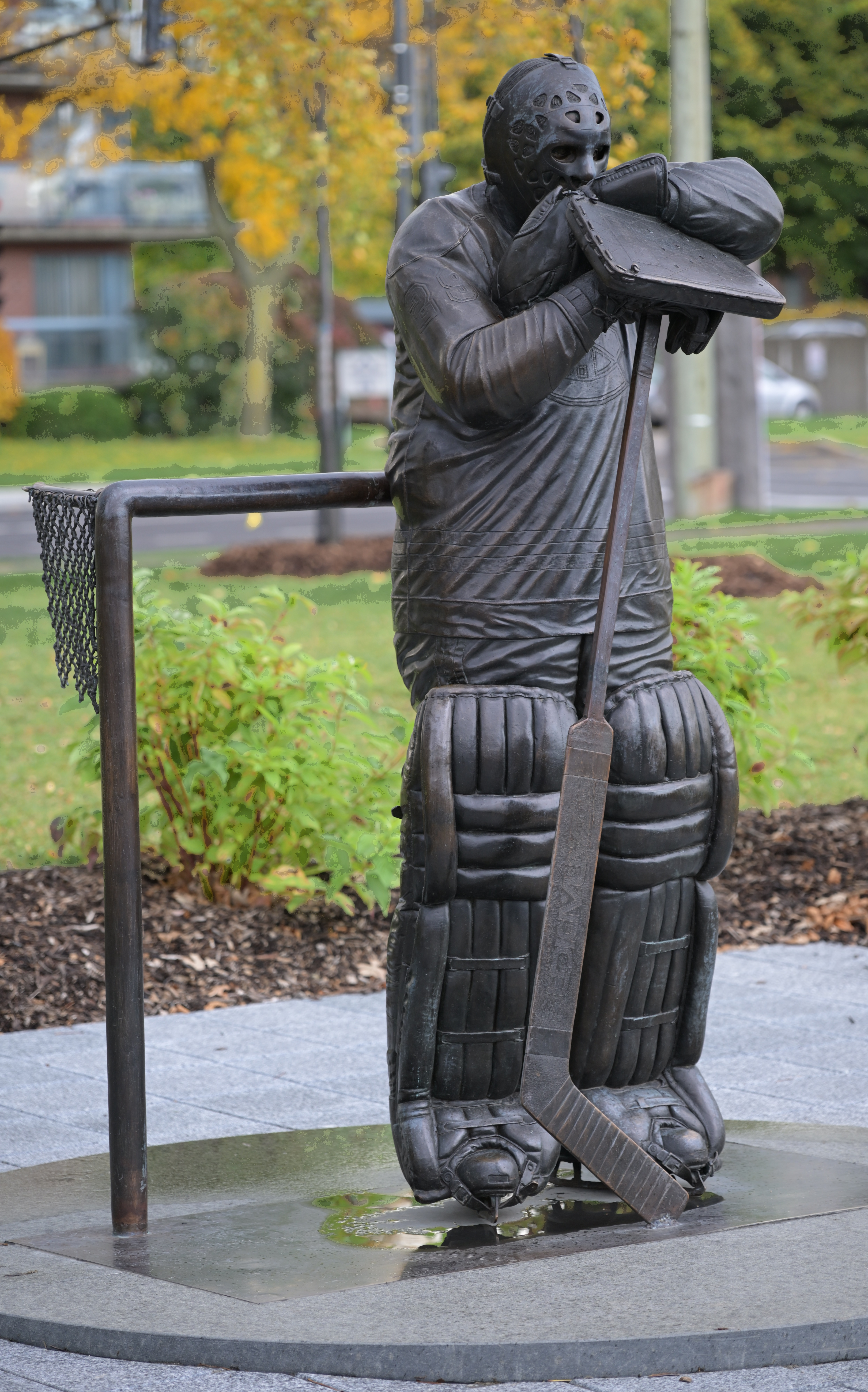
La statue « The Goalie » représentant Ken Dryden

- Première équipe d'étoiles (ECAC) en 1966-67, 1967-68, 1968-69.
- Première équipe All-American, Division Est (NCAA) en 1966-67, 1967-68, 1968-69.
- Équipe d'étoiles All-Tournament (NCAA) en 1966-67.
- Joueur de l'année (ECAC) en 1968-1969.
- Récipiendaire du trophée Conn-Smythe en 1971.
- Récipiendaire du trophée Calder en 1972
- Récipiendaire du trophée Vézina en 1973, 1976, 1977, 1978 et 1979 (les trois dernières fois avec Michel Larocque).
- Coupe Stanley en 1971, 1973, 1976, 1977, 1978, 1979.
- Première équipe d'étoiles (LNH) en 1973, 1976, 1977, 1978, 1979.
- Deuxième équipe d'étoiles (LNH) en 1972.
- Match des étoiles 1972, 1975, 1976, 1977, 1978.
- Temple de la renommée (LNH) en 1983.
- Temple de la renommée des sports de l'université Cornell en 1978.
- Nommé parmi les 100 plus grands joueurs de la LNH à l'occasion du centenaire de la ligue[3] en 2017.
- La statue « The Goalie » représentant Ken Dryden est inaugurée à Montréal le 28 octobre 2023, devant l'aréna Raymond-Bourque de l'arrondissement de Saint-Laurent.

## Droit
Ken Dryden a accompli ses études en droit parallèlement à sa carrière de hockeyeur, prenant même une année sabbatique pour compléter son barreau à Toronto.

## Livres
Il a écrit un livre célèbre sur le hockey, sur le sport, biographie de sa vie, The Game. Il a également coécrit Home Game: Hockey and life in Canada avec Roy Macgregor.

## Carrière politique
Il est un des candidats du premier ministre Paul Martin à l'élection fédérale canadienne de 2004, où il est élu pour le Parti libéral du Canada dans York-Centre, dans la région de Toronto. Réélu en 2006 et en 2008, il est battu par le conservateur Mark Adler en 2011. 
Ken Dryden est ministre du Développement social dans le cabinet de Paul Martin en 2004 et 2005. Par suite de la défaite électorale des libéraux en 2006, il devient membre du cabinet fantôme de l'ancien chef de l'Opposition Bill Graham.
Dryden est un des candidats à la chefferie du Parti libéral du Canada remportée en décembre 2006 par Stéphane Dion.